# Diptyk

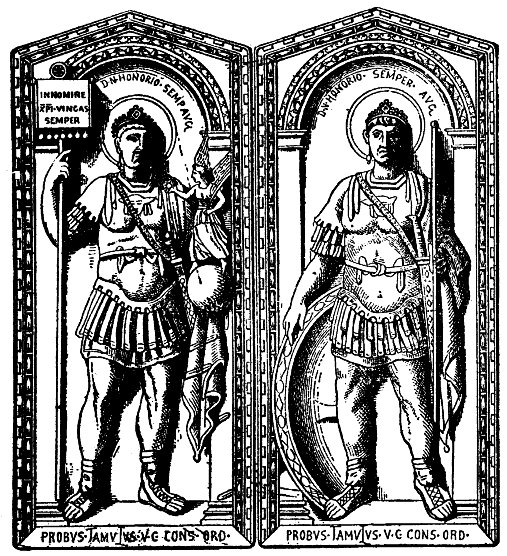
Elfenbensrelief, diptyk, i katedralen i Aosta, föreställande kejsar Honorius

Diptyk är en tavla eller en relief på två med gångjärn sammanfogade pannåer, ofta använd som "altarprydnad". Diptyk kan också syfta på två bilder som inte länkats samman fysiskt men hör ihop motivmässigt och är tänkta att ses tillsammans.
Ordet diptyk kommer från grekiska di'ptychon, som betyder just "dubbeltavla".
Under antiken användes diptyker - "hopfällbara skivor av trä, metall eller elfenben, överdragna av ett vaxskikt och sammanlänkade med ringar" - som skrivtavlor. Dessa utvecklades senare till codex, vår moderna form av bok. (Det anses att germanerna sett romarna använda sina "skrivtavlediptyker" varpå germanerna sägs tagit upp bruket att rista runor på tavlor av bokträ. Härur kommer namnet "bok", från bokträdet, bōkiz.)